# جاكوب ميلينغ
جاكوب ميلينغ (بالإنجليزية: Jacob Melling)‏ (4 أبريل 1995 بأديلايد في أستراليا - ) هو لاعب كرة قدم أسترالي في مركز الوسط. شارك مع منتخب أستراليا تحت 17 سنة لكرة القدم. أما مع النوادي، فقد لعب مع بارا هيلز نايتس ونادي أديلايد يونايتد ونادي ملبورن سيتي.

## وصلات خارجية
- جاكوب ميلينغ على موقع الاتحاد الدولي (مؤرشف)  (الإنجليزية)
- جاكوب ميلينغ على موقع قاعدة بيانات كرة القدم.إي يو (الإنجليزية)